# بریگ آریس
بریگ آریس (به انگلیسی: Greek brig Aris) یک کشتی بود که طول آن ۳۰٫۵ متر (۱۰۰ فوت) بود. این کشتی در سال ۱۸۰۷ ساخته شد.